# Wedge Island (Nunavut)
Wedge Island – wyspa w Zatoce Frobishera, w Archipelagu Arktycznym, w regionie Qikiqtaaluk, na terytorium Nunavut, w Kanadzie. W pobliżu Wedge Island położone są wyspy: Resor Island, Sliver Island, Pugh Island, Quadrifid Island, Crowell Island i Kungo Island.